# Spanyolnátha

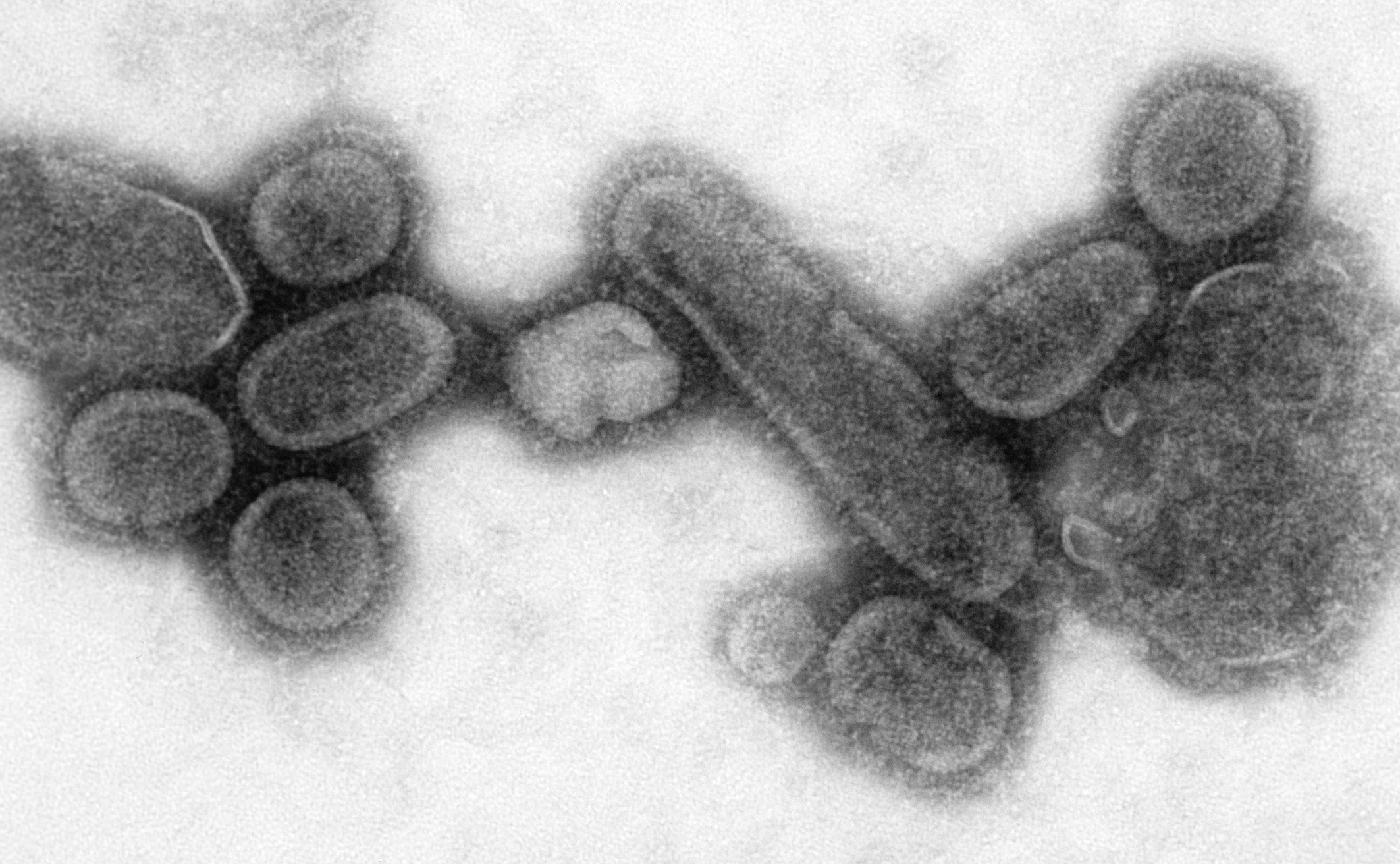
A spanyolnátha egykori áldozataiból nyert mintából kitenyésztett kórokozó elektronmikroszkópos képe

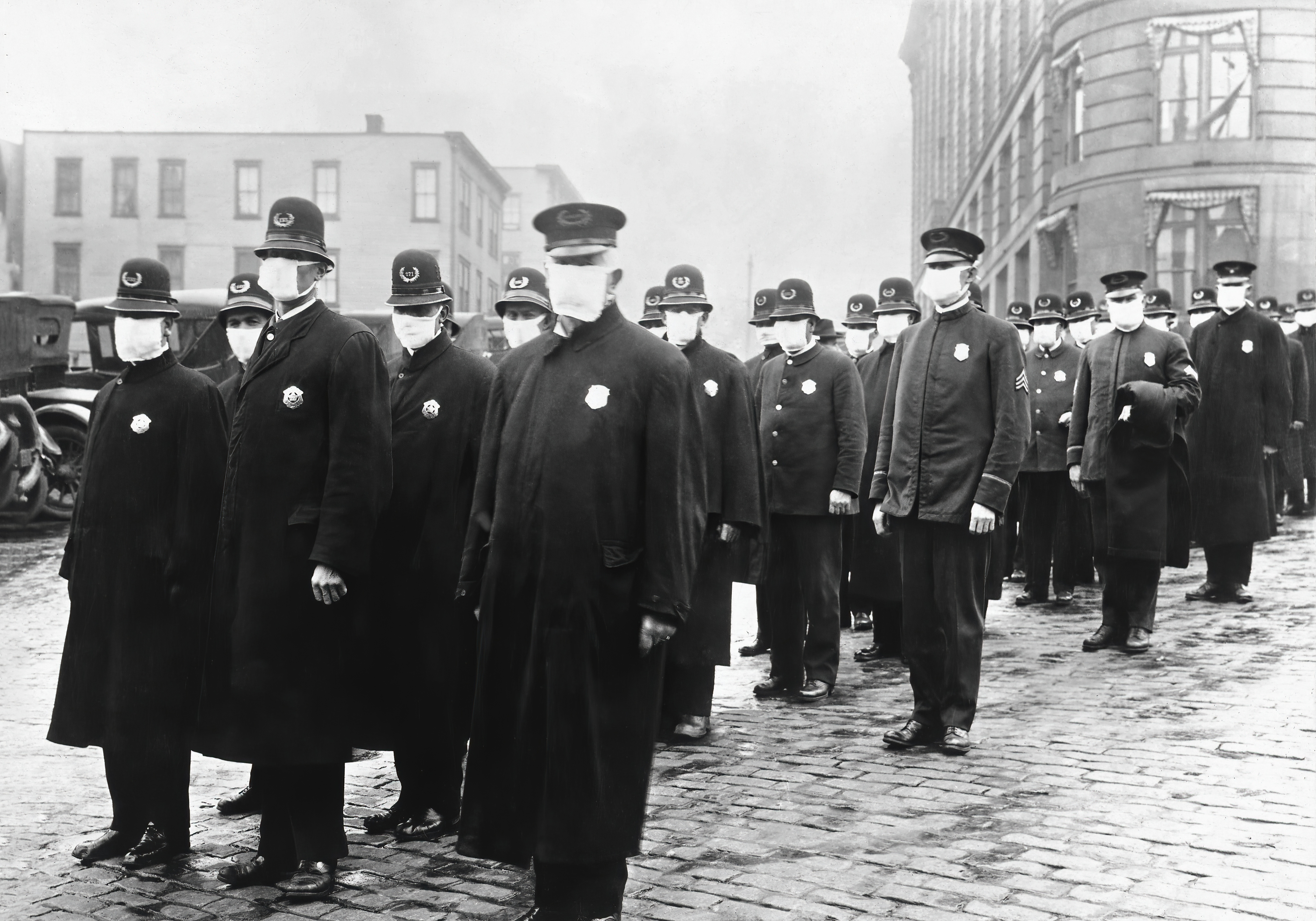
A seattle-i rendőrök szolgálatban az influenza járvány során 1918 decemberében

A spanyolnátha a történelem egyik legnagyobb világjárványa volt, amit az influenza A nevű vírusa okozott 1918–19-ben, és ami a Föld teljes lakosságának mintegy 3-5 százalékát elpusztította. Már 1918-ban több áldozatot követelt, mint az egész első világháború. A járvány 1918 októberében és novemberében tetőzött, majd decembertől kezdve egyre kevesebb áldozatot követelt. A két évben mintegy 21 millió, más becslések szerint 27-50 millió áldozatot követelt a világon, de akár 17 millióan is meghalhattak a járványban csak Indiában, és orvosi statisztikusok szerint Európában több mint kétmillióan haltak bele. Ezzel a pusztítással a spanyolnátha az emberi történelem második legtöbb áldozatot szedő járványa volt a fekete halál, a 14. századi nagy pestisjárvány után. A kórokozó vírus hatékonysága és gyors terjedése a többszöri mutáció eredménye: az áldozatok jobbára védtelenek voltak az új betegséggel szemben. Kutatások szerint a járvány az Egyesült Államokbeli, Kansasból indult el, legalább három hullámban. Az első hullám 1918 tavaszán jelent meg, egy jól dokumentált kitörés során egy amerikai katonai bázison Kansas államban. Innen a zsúfolt vonatokon és hajókon utazó amerikai csapatokkal terjedt át a tengerentúlra, és gyorsan elterjedt az európai hadszíntér katonai táboraiban. A betegségről az első világháborúban hadban álló országok közvéleménye a semleges Spanyolország sajtójában megjelent híradásokat átvevő európai újságok írásaiból szerzett tudomást, így a pandémia spanyolnátha neve innen ered.

## Az elnevezés eredete
Az első hírek a járványról először Spanyolországból érkeztek, amely semleges ország lévén, az ottani cenzúra viszonylag enyhe volt, így a hadban álló országokkal szemben nem hallgattak a járványról. 1918 májusának végén a hírügynökségek jelentették, hogy Spanyolországban nyolcmillióan fertőződtek meg, és Madridban minden harmadik ember influenzás. A boltokat és a hivatalokat bezárták. Még XIII. Alfonz spanyol király és több minisztere is megbetegedett. A Fabra Hírügynökség Reutersnak küldött üzenete szerint a Madridban kitört járvány viszonylag ártalmatlan, halálos áldozatai nincsenek.
Németországból 1918 júniusának elejéről érkeztek az első hírek civil áldozatokról. A betegséget német nyelven Blitzkatarrh vagy Flandern-Fieber néven emlegették; az amerikai katonák a three-day fever, és a purple death nevet adták neki, az angoloknak egyszerűen csak flu volt. A franciában a la grippe, és a bronchite purulente járta, németül még, tévesen Sandfliegen-Fieber is volt a neve. Magában Spanyolországban a gripe szó honosodott meg.

## A kórokozó típusa
Egyesek párhuzamot vonnak a spanyolnátha és a madárinfluenza között, mondván, hogy mindkettő madarakról terjedhetett át az emberekre. Az ilyen hasonlítgatást megkönnyíti, hogy a spanyolnátha kitörésének helyét és körülményeit nem sikerült megállapítani. Úgy vélik, felszíni antigénstruktúrája H1N1 típusú volt; ezeket a felszíni vírusantigéneket nyolcvan év után reverz genetikai módszerrel sikerült rekonstruálni.
A madárinfluenza és a spanyolnátha rekonstruált vírusát összehasonlító kutatók mindössze két aminosavnyi különbséget találtak azok felszíni proteinje, a haemagglutinin összetételében, ez a két különbség azonban elegendő ahhoz, hogy a madárinfluenza vírusa ne terjedjen emberről emberre. A madárinfluenza vírusa ugyanis mélyen a tüdőben található, úgynevezett 2,3-sziálsav cukorhoz kötődik, a spanyolnátháé viszont az orrban és a torokban is megtalálható 2,6-sziálsav cukorhoz.

## Kifejlődése, lefolyása

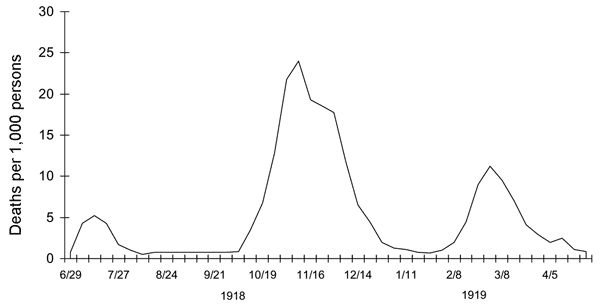
A spanyolnátha járványának lefutása három hullámban 1918–1919-ben az Egyesült Királyságban, a világméretű halandóság 25-50 millió ember

A spanyolnátha három hullámban jelentkezett: először 1918 tavaszán, majd őszén, végül sok helyen 1919-ben is fellépett. Első alkalommal nem járt sok halálos áldozattal, ezzel szemben az 1918 őszi, illetve az 1919-es hullám már igen. Az őszi hullám csúcspontján a porosz és a svájci hatóságok szerint az emberek kétharmada elkapta.
1918 őszén és telén világszerte 25-50 millióan haltak bele. Egyes becslések szerint ez a szám jóval nagyobb, és eléri a 70 milliót. A pontos adatok nem ismertek, egyrészt azért, mert sok ország nem szolgáltatott részletes statisztikát, másrészt azért, mert egész régiók haltak ki. Oroszországban például a háború utáni állapotok miatt még csak fel sem tudták mérni a halottak számát. Az amerikai hadsereg annyi gyalogost veszített, mint ahányan a harcokban estek el. Csak Indiában 17 millió ember életét követelte a járvány, ahogy az az 1921-es népszámlálásból látható.
A spanyolnátha jellemzője, hogy egy éven belül három hulláma is volt. Más influenzajárványokban, például az 1889/90-esben nyolc-kilenc hónap telt el az egyes hullámok között. A szórványos elbeszélések szerint az első hullámban megbetegedettek viszonylagos védelmet élveztek a második hullám idején. Ezt a spanyol statisztikai adatok is alátámasztják.
A betegség egyeseknél gyorsan vérzéses tüdőgyulladássá fejlődött, és gyakran alig néhány óra alatt halálhoz vezetett: a vírusos pneumonia különösen a 20–40 éveseket sújtotta. Ezt egyes kutatócsoportok azzal magyarázzák, hogy az áldozatok immunrendszere túlreagálta a fertőzést, és elpusztította a tüdőszöveteket. Az idősebbek és a kockázati csoportok tagjai – idült kórokban, anyagcsere-betegségekben szenvedők stb. – halálát inkább a másodlagos, bakteriális tüdőgyulladás okozta. A pontos adatok hiányában a letalitást sem lehet pontosan megadni; mindenesetre legalább 2,5%-ra teszik a közönséges influenza 0,1%-ával szemben.

## Az első hullám

### Fellépése

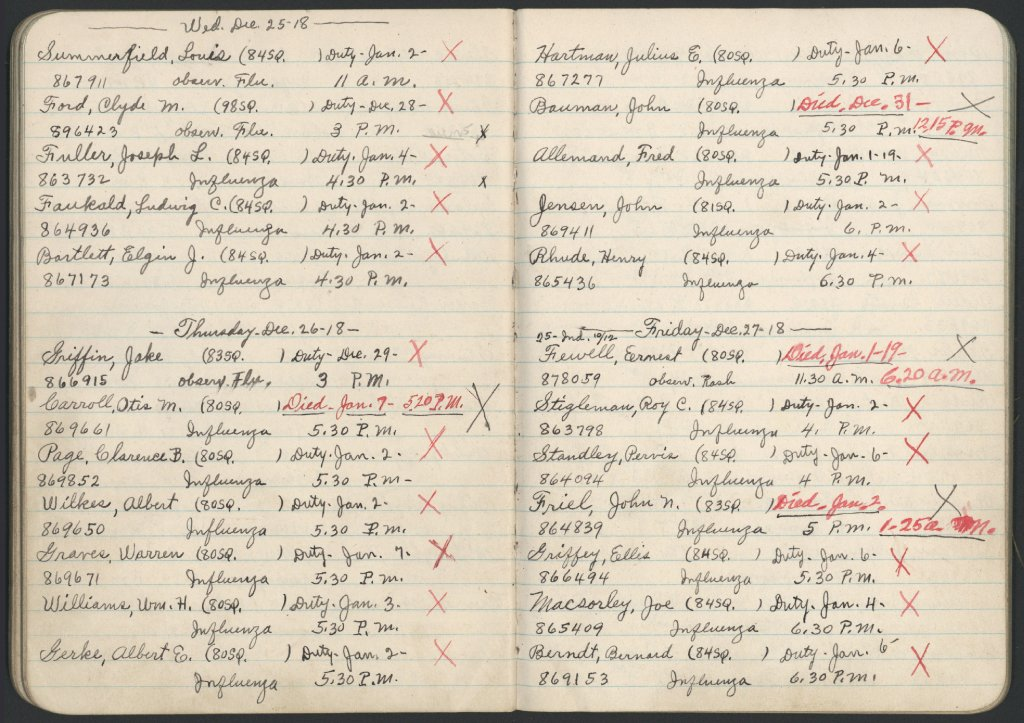
Betegkönyv a „South Beach” Kórházból, 1918

A világjárvány hirtelen megjelenése és a magas halálozási arány példa nélküli volt, és sok-sok évvel később továbbra is komoly figyelmeztetésként szolgál az influenza folyamatos veszélyeire. Az 1918-as vírus szekvenálása és újjáépítése lehetővé tette a tudósoknak, hogy sok kérdést megválaszoljanak a vírus eredetére, patogenitására vonatkozóan, bár sok kérdésre továbbra is keresik a válaszokat. A betegség első megjelenésének helye és ideje ismeretlen. Az első világháború idején minden héten több ezer katona halt meg a lövészárkokban. Mivel ehhez képest a spanyolnátha kevés embert betegített meg, sem a hatóságok, sem a sajtó nem foglalkozott vele.
Frank Macfarlane Burnet ausztrál kutató szerint az első virulens influenza az Amerikai Egyesült Államokban bukkant fel, és innen terjedt szét a csapatok mozgásával. Ma sokan azt gyanítják, hogy a kiindulási gócot Kansasban, Haskell megyében kell keresni. Itt Loring Miner számos beteget kezelt, akiknél szokatlanul heves volt az influenza. Az orvos nagyon gyorsnak és potenciálisan halálosnak írta le a betegséget. Minert ez annyira aggasztotta, hogy bejelentette az Egyesült Államok közegészségügyi hatóságánál, a U.S. Public Health Service-nél, de senki sem foglalkozott az üggyel. Semmilyen támogatást nem kapott, viszont 1918 tavaszán a Public Health Report nyilvánosságra hozta jelentését a szokatlanul heves influenzáról. Február végén legalább hárman vonultak be a megyéből a Camp Funston kiképzőtáborba. Március 4-én megbetegedett egy szakács, majd három hét múlva 38-an meghaltak, és 1100-an súlyosan megbetegedtek az átlagban 56 ezer újoncnak helyet adó táborban. A katonák a betegséget three-day fever vagy knock-me-down fever néven emlegették. A betegség gyorsan továbbterjedt a Fort Riley katonai támaszponthoz tartozó kiképzőtáborból. Március 18-án két georgiai kiképzőtáborból is jelentették a betegséget.
Ugyanakkor J. S. Oxford véleménye szerint a spanyolnátha nem az Egyesült Államokból eredt, hanem a Franciaországban szolgáló brit csapatok körében jelent meg legelőször 1916-ban. Szintén ezt, a franciaországi eredetet támasztotta alá a Kínai Orvosi Szövetség (Chinese Medical Association) 2016-os tanulmánya. Sőt korábban már más kutatók is hasonló következtetésre jutottak.
Egyes kutatók véleménye alapján nem zárható ki a spanyolnátha kínai eredete sem, Franciaországban 96 000 kínai szerződéses munkás szolgált a járvány idején, Észak-Kínában pedig már 1917-ben tombolt egy a spanyolnáthához hasonló tüneteket produkáló influenzavírus.

### Lefutása

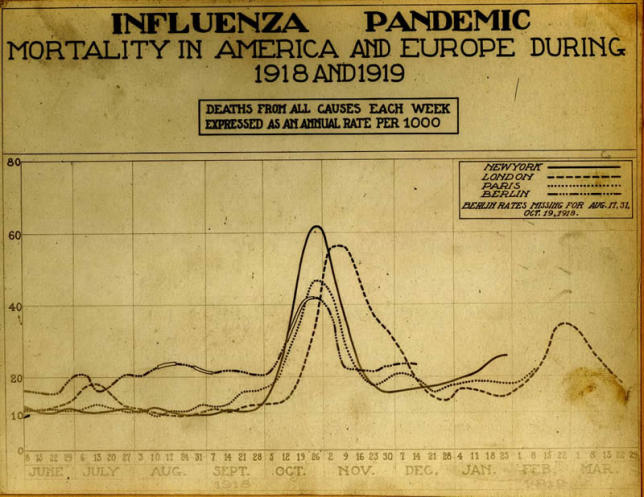
Történelmi grafikon az amerikai és európai halálozási arányokról 1918-ban és 1919-ben, Egészségügyi és Orvosi Nemzeti Múzeum, Fegyveres Erők Patológiai Intézete, Washington, D.C.

A betegség heves volt és gyors. Magas lázzal, fej- és végtagfájdalommal járt. A legtöbb beteg néhány nap múlva jobban lett. A legtöbb halálesetet a szövődményként fellépő tüdőgyulladás okozta. A kiképzőtáborok szűkös körülményei között az ott tartózkodók 90%-a elkapta a betegséget. A spanyolnátha azonban nem maradt meg a táborokban, hanem átterjedt a civil lakosságra is. A detroiti Ford-művekben ezer munkás dőlt ágynak influenzával. A kaliforniai San Quentin börtön 1900 rabja közül minden negyedik megbetegedett, és három őrizetes meg is halt.
A spanyolnátha miatt 30–50, a kiképzőtáborokhoz közeli városban növelte meg a halandóságot, ez azonban nem volt szignifikáns, csak az utólagos statisztikai vizsgálatok mutattak rá.

### Terjedése
A betegség az amerikai csapatokkal Franciaországba jutott. 1918 áprilisának elején Brest kikötővárosban ütötte fel fejét, és onnan terjedt tovább koncentrikus körökben mind a katonák, mind a civilek között. Párizst április végén érte el. Május első felében az angol tengerészet tízezer beteget jelentett, és lecsengőnek nevezte.
Júniusban számos esetet jelentettek Indiából, Kínából, Új-Zélandról és a Fülöp-szigetekről. Németországban júniusban érte el a tetőpontját. A manilai kikötőben a dokkmunkások kétharmada influenzás lett, ezért nem tudták a hajókat kirakodni. Erich Ludendorff német tábornok a harctéri kudarcokat a hadsereg rossz harckészségének és rossz állapotának tulajdonította, s fő okának az influenzát tekintette. Dániában és Norvégiában júliusban, Hollandiában és Svédországban augusztusban volt a legerősebb. Szeptemberben Sydney lakosságának 30%-a betegedett meg.
Az angol The Lancet orvosi újság akkori véleménye szerint a gyors lefutás és a ritka szövődmények miatt lehet, hogy nem influenzáról volt szó. Ekkor még nem tudták, hogy a betegség nem is olyan ártalmatlan. 1918 májusának végén egy kis francia katonai táborban az ott állomásozó katonák 5%-a influenzában és tüdőgyulladásban halt meg. A Kentuckyban található Louisville-ben pedig már megmutatkozott a spanyolnáthára jellemző halálozási minta: a halottak 40%-a 20 és 35 év közötti volt.

## A második hullám

### Fellépése

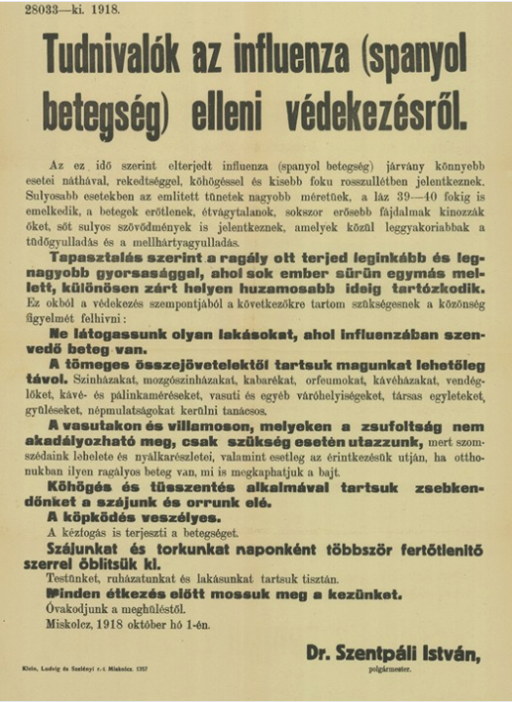
Tájékoztató plakát, 1918. október

A második hullám kezdete 1918 augusztusának második felére tehető. A betegség többé-kevésbé egyszerre jelentkezett az amerikai Bostonban, Franciaországban, Brestben, és Sierra Leone fővárosában, Freetownban. A freetowni megjelenés időpontja, augusztus 15-e egybeesik az angol HMS Mantua hadihajó kikötésével. Szeptember végéig a főváros lakóinak kétharmada megbetegedett, és a betegek három százaléka meg is halt.
Bostonban a spanyolnátha agresszívabb változata tengerészeken jelent meg, először augusztus 27-én. Az első civil betegeket szeptember 3-án szállították a bostoni városi kórházba. Jól dokumentálható a betegség lefutása a Bostontól mindössze 30 kilométerre fekvő Camp Devens katonai támaszponton. A 35 ezerre tervezett bázison akkoriban 45 ezer katona tartózkodott, és ötezer katona sátortáborban lakott a területén. Szeptember 8-án az egyik katonán olyan heves tünetek jelentkeztek, hogy agyhártyagyulladásra gondoltak. Másnapra már további egy tucat katona lett beteg. Szeptember 23-án már 12 604 betegről és 63 halottról számoltak be. Habár az Amerikai Egyesült Államok kevésbé szenvedett a háborútól, mint az európai országok, kevés volt a gondozó, minden szabad helyre ágyakat állítottak, és nem tudták rendszeresen cserélni az ágyneműt, így a betegek vérben és piszokban feküdtek. A halottakat egy helyen gyűjtötték, és hosszú ideig tárolták, mielőtt eltemették volna őket.

### Kísérletek a megfékezésére

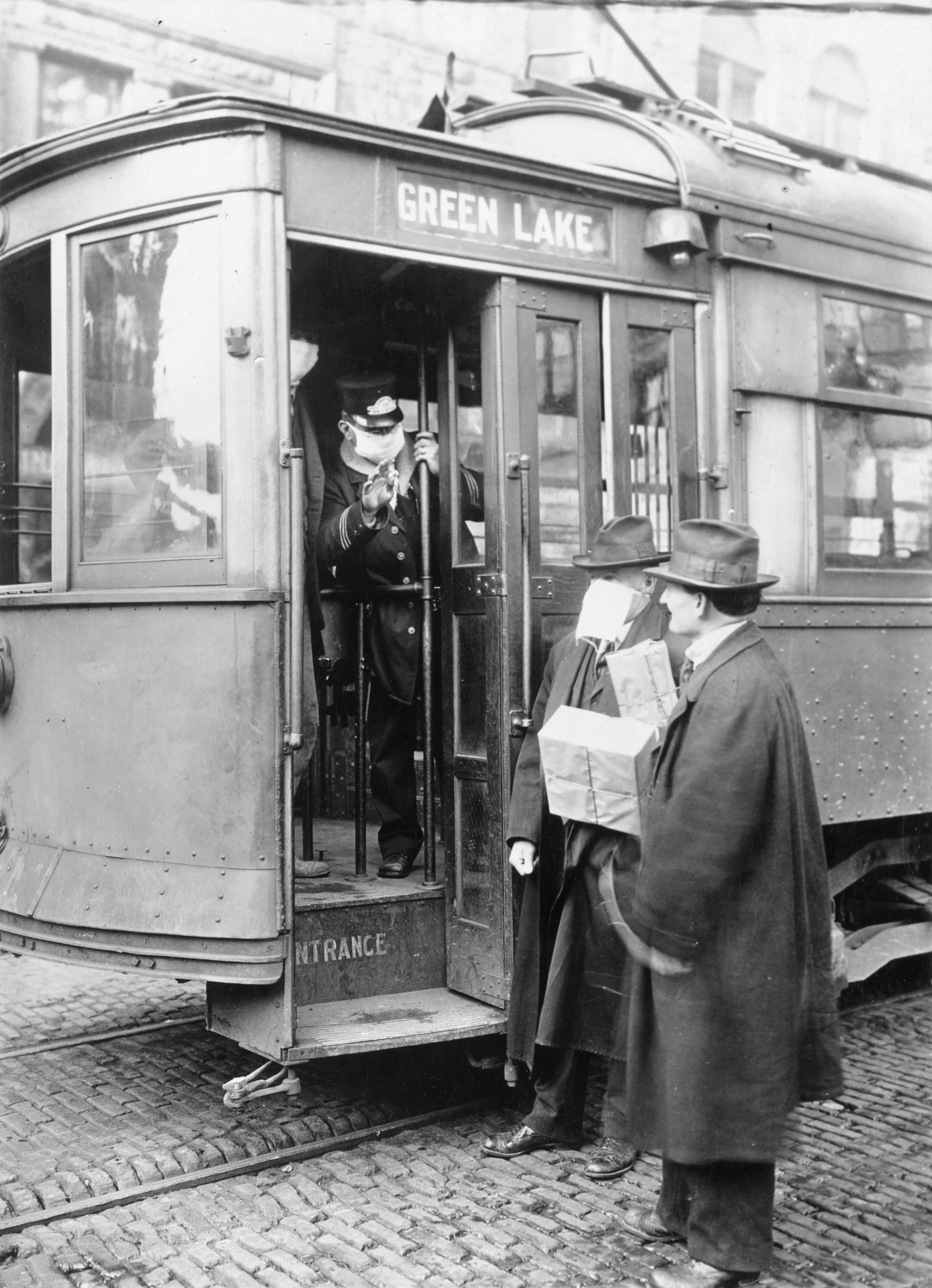
Egy kalauz megtagadja a felszállást a védőmaszk nélküli utasoktól. Seattle, 1918

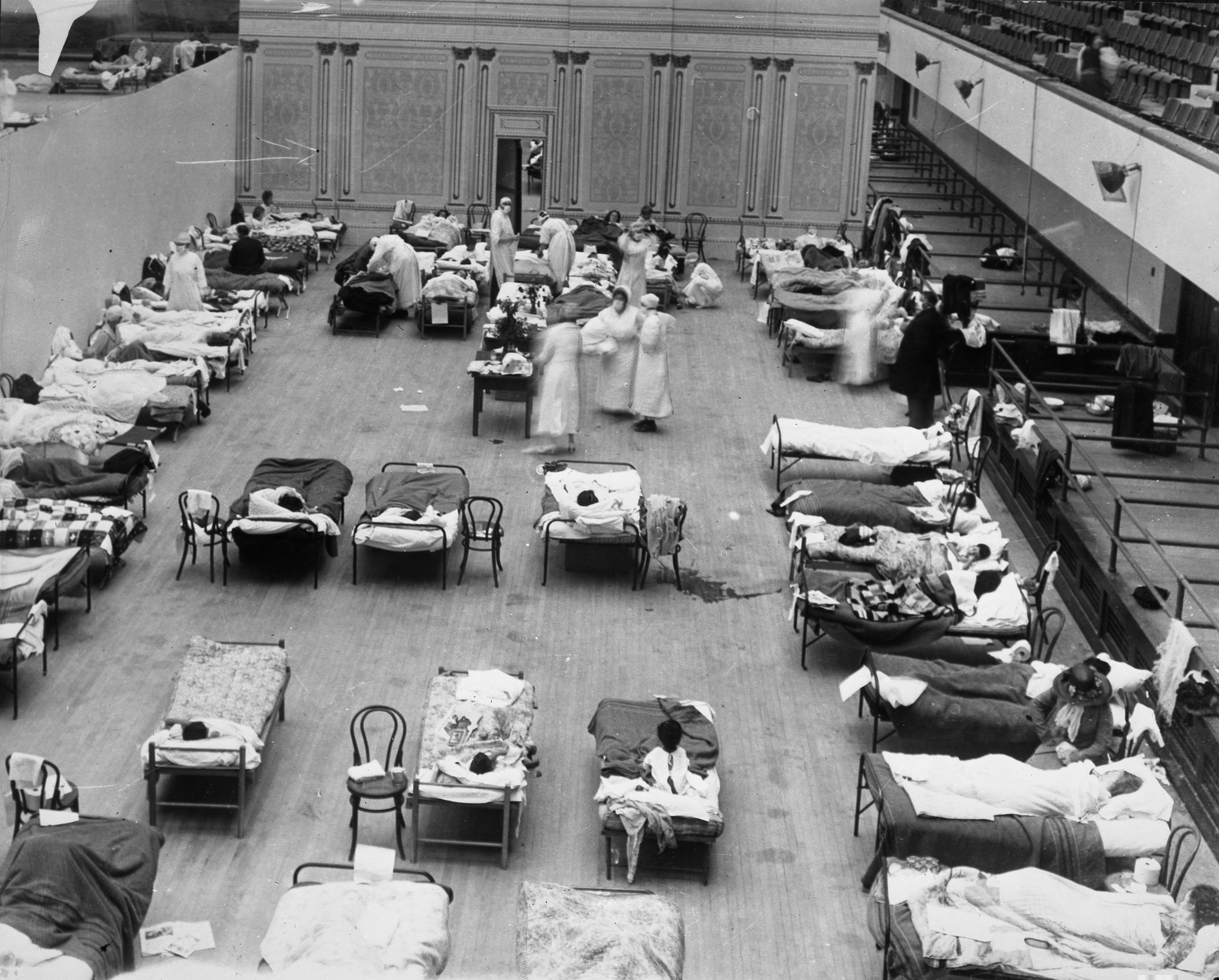
Influenzás betegek kórháza. Oakland, 1918

A terjedés megfékezése érdekében a vezető katonaorvosok csak a legszükségesebb hajóutakat engedélyezték. A kikötés előtt minden hajónak a kikötőben kellett volna vesztegelnie, amíg ki nem derült, hogy van-e beteg, vagy vírushordozó a fedélzeten. Ezeket az intézkedéseket azonban nem tartották be. Rupert Blue, a U.S. Public Health Service elnöke nem támogatta, és még maga a szervezet is megosztott volt a kérdésben. A hadsereg azzal védekezett, hogy az európai hadszíntéren harcoló alakulatoknak sürgősen erősítésre van szükségük. Az érintett katonák számára ez egyfajta szerencsejáték volt. Az útközben megbetegedettek 6%-a meghalt; ez az arány kétszerese volt az otthoninak.
A karantén ellenére a betegség gyorsan terjedt. Az Egyesült Államokban az influenzában meghaltak száma az augusztusi 2800-ról szeptemberben mintegy 12 ezerre nőtt. Az orvosok az érintett városokból azt üzenték társaiknak, hogy keressék fel az összes elérhető asztalost, és készíttessenek koporsókat. Gyűjtsenek embereket az utcáról, és ásassanak sírokat. Csak így tudnak lépést tartani a halálozásokkal.
Négy héten belül a betegség New Orleansig, Seattle-ig és San Franciscóig terjedt. Egy georgiai támaszpont szeptemberben az egyik nap két, a másik nap 716 halottat jelentett. Az egyik legerősebben sújtott városban, Philadelphiában egyetlen októberi nap alatt 4597-en estek áldozatul. A város nem volt felkészülve ennyi halottra, így a holttesteket szabad téren kellett tárolniuk. Montréalban, ahol október 21-én 201-en haltak meg influenzában, a papok a nyílt utcán osztották az utolsó kenetet.

### Terjedése
A betegség nemcsak Amerikában terjedt, hanem Európában is, viszont kevés figyelmet szenteltek neki. Dél-Amerika, Ázsia, Afrika és a csendes-óceáni szigetek is érintettek voltak. Indiában száz beteg közül öt meghalt, ez az arány különösen magas volt. Ezt erősítette, hogy az éhínség elől az emberek vidékről a nagyvárosokba mentek, mivel ott jobb ellátást reméltek. A szűkös körülmények között különösen nagy volt a megfertőződés esélye. A járvány erősen tombolt Mozambikban, Tanzániában és Zambiában.
Új-Zélandon a járvány novemberben volt a legerősebb, éppen amikor a csapatok hazatértek. 8600-an haltak meg, kétszer annyian, mint ahány katonát a háborúban vesztettek. A csúcsponton megállt az élet. A maori közösségekben a betegség előjelek nélkül jelentkezett, és különösen erősen érintette a népességet. Egyes közösségekben nem maradt senki, aki a betegeket ápolta, vagy a halottakat eltemette volna. Szamoán hasonló volt a helyzet. Ott a halottak száma elérte a lakosság ötödét, vagyis a 7500 főt.
A kanadai missziós állomások azt tapasztalták, hogy az őslakosság különösen érzékeny a vírussal szemben. Henry Gordon tiszteletes október 31-én érkezett Cartwright eszkimó településre, amit különösen kihaltnak talált. A falu 100 lakosa közül 96 az influenza erős tüneteivel küszködött. Sok családban az összes családtag annyira beteg volt, hogy még élelmet sem tudtak szerezni, és a tüzet sem tudták táplálni. November végéig a 100 lakos közül 26 meg is halt. November elején maga Gordon is elkapta a betegséget, és november végén elindult más településeket meglátogatni. Okakban a 226 lakos közül csak 59 túlélőt találtak. Gordonnak és négy társának két hétbe telt, hogy tömegsírt ássanak 114 halott számára. Hebronban (Új-Fundland és Labrador), ahol a lakosok kétharmada meghalt, a halottakat a tengerbe temették. A túlélők ki voltak téve az éhezésnek és a fagyveszélynek. Okakban egy nyolcéves lányt találtak, aki négy halott mellett élt túl öt hetet a mínusz 30 fokban. Karácsonyi gyertyával olvasztott havat, hogy ivóvizet nyerjen.

### Lefutása
A lefutás nagyon gyors volt hirtelen felszökő lázzal, hidegrázással, heves fejfájással és végtagi fájdalmakkal, köhögéssel, és a torok érzékenységével. Egyes esetekben orrvérzés is előfordult. Míg egyes betegeknek enyhe tüneteik voltak szövődmények nélkül, mások órákon belül vérzéses tüdőgyulladásban haltak meg. Gyakran normál erősségű tünetekkel jelent meg, amiből tüdőgyulladás alakult ki. Ebbe is sokan haltak bele. A bőr gyakran kékesfeketére színeződött, ami az oxigénhiány jele.
A túlélők gyakran még hetekkel később is krónikus gyengeségben szenvedtek, és nem ritkán depressziótól is. A tüdőgyulladás túlélőire hosszú és fáradságos lábadozás várt. A spanyolnátha gyorsaságát a gyerekmondókák is tükrözték:
„I had a little bird,
Its name was Enza.
I opened the window
and in-flu-enza.”

## Utólagos járványok
A harmadik hullám nem volt egységes. Kína kivételével sokkal enyhébb volt, mint a második. Németországban 1919 elején kezdődött, és egészen áprilisig tartott. Ez az enyhébb járvány már utójárványnak tekinthető. A vírus nem tűnt el hirtelen 1919 után; még az 1920-as években is jelentkezett, belesimulva a szezonális influenzába.
A 2009 elején Mexikóban megjelent sertésinfluenzát több esetben hasonlították már a spanyolnáthához. Többek között azért, mert mindkettő a nyár közeledtével gyengülni kezdett. Illetve a madárinfluenzától eltérően mindkettő emberről emberre is átterjedt. Télre az új influenzajárvány is erősödött, halálos áldozatai is voltak, akik közül többen korábban egészségesek voltak. Veszélyességét a közvélemény szerint túlértékelték, sokan féltek az oltástól. 2010 óta ez az influenza is belesimult a szezonális influenzába.
A sertésinfluenzát a sertéspopulációkat megfertőző Orthomyxovirus okozza. (A vírus nemzetközileg ismert angol rövidítése SIV – swine influenza virus). E csoport definíciója nem filogenetikai alapú. Az eddig izolált SIV-törzseket vagy az influenzavírus C csoportba sorolták be, vagy az influenzavírus A különböző altípusai közé.

## Reakciók és ellenintézkedések

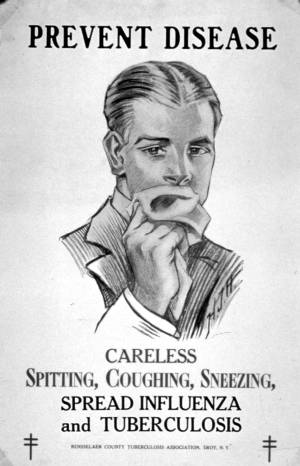
Amerikai figyelmeztető plakát: a köpködés, köhögés, tüsszögés terjeszti az influenzát és a tüdővészt

A gyors lefutás miatt néhány kutató kételkedett abban, hogy itt egyáltalán influenzáról van szó. Többek között tüdőpestisre gyanakodtak. Bár már ekkor is vírusokról beszéltek, de ezen inkább csak mérget, vagy kórokozót értettek. Csak utólag, 1933-ban sikerült bebizonyítani, hogy tényleg influenzavírusokról volt szó.
Több találgatás is volt a betegség eredetéről. Egyes vélemények szerint Spanyolországból érkezett, ahol a németek átvették volna a konzervgyárak ellenőrzését, és ők fertőzték volna meg a konzerveket. Egy másik elmélet szerint a betegség az amerikai Sing Sing börtönben tört volna ki, és az amerikaiak hurcolták be Európába. Az éghajlati tényezőknek is szerepet tulajdonítottak: a katonák gyakran szabad ég alatt aludtak, és a harmat közvetítésével kerültek kapcsolatba a vírussal. Az amerikaiak szerint a németek megfertőzték a halat, de a szálló port, a lenge öltözetet és a piszkos pizsamákat is faktornak tekintették. Hol a zárt, hol a nyitott ablakokat okolták; javasolták a régi könyvek óvatos kezelését, és a kozmikus okokat sem zárták ki. A németeket felelőssé tevő elmélet még hivatalos támogatást is nyert: szeptember 17-én azt nyilatkozta Philip Doane vezérezredes, a Health and Sanitation Section of the Emergency Fleet Corporation vezetője, hogy a német ügynököknek elég volt egy olyan helyen szabadon ereszteniük a kórokozókat, ahol sok ember gyűlt össze. Ha már Európában elindítottak egy járványt, akkor semmi oka sincs annak, hogy Amerikában ne tegyék meg ugyanezt.
Egyes országokban az egészségügyi hatóságok karantént rendeltek el. Az Amerikai Egyesült Államokban kiadott rendelkezések szerint minden kikötő hajót át kell vizsgálni, és ha beteget találnak, akkor senki sem szállhat partra. Ez a rendelkezés betarthatatlan volt. Dr. Hastings Torontóban tanácsokat osztogatott, miképp lehet elkerülni az influenzát. El kell kerülni a nagy tömegeket. Tisztán kell tartani a bőrt, a szájat és a ruhákat, az ablakokat csak szükség esetén szabad kinyitni. Gyaloglás közben hidegen, utazás közben vagy alváskor a testet melegen kell tartani. Étkezés előtt kezet kell mosni, és az ételt jól meg kell rágni. A székletet csak rövid ideig visszatartani. Felkelés után azonnal egy-két pohár vizet inni. Kerülni a túl szűk öltözetet, ruhát, kesztyűt, cipőt, a közös használatú törülközőket, szalvétákat, étkészleteket. (Davies, 115)
New Yorkban betiltották a köpködést az utcán, és 500 embert büntettek meg ezért. Más városok kötelezővé tették a maszkot, és pénzbüntetést róttak ki arra, aki nem viselte. Atlantában egy bizonyos Mrs. Hunnicutt szerint a nehéz selyemfátyol jobban állt volna a nőknek. Az újságok fügeszirupot és eukaliptuszkenőcsöt reklámoztak ellenszerként.
A hadviselő országokban a spanyolnáthát háborús járványnak tartották, ennek ellenére a semleges országokat, mint Svájcot, vagy Spanyolországot is sújtotta. Az élelemhiány sem volt kielégítő magyarázat; az orvosok úgy találták, hogy inkább a jól tápláltakat fenyegette.

## Statisztikai sajátosságai

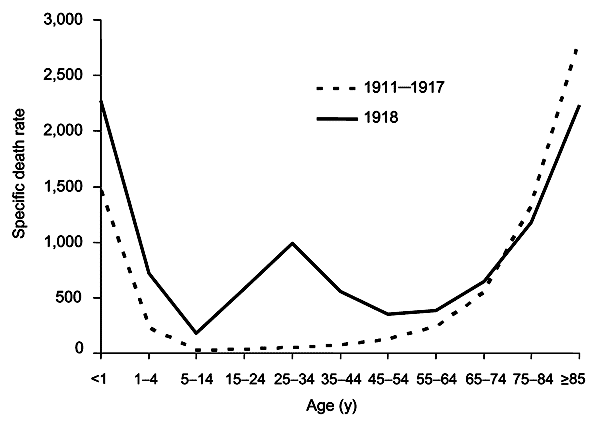
A halálozási ráta életkor szerint

Az influenza halálozási görbéje általában U alakú, vagyis leginkább a gyerekek és az idősek vannak veszélyben. A spanyolnátha halálozási görbéje ellenben W alakú; a harmadik, atipikus maximum a 20-40 éves korosztályra esik. Mindent együttvéve a halálos áldozatok fele ebbe a korcsoportba tartozott. A járvány egy másik sajátossága volt, hogy veszélyesebb volt a 65 éven aluliakra, mint a felüliekre; a halottak 99%-a ennél fiatalabb volt.
Egy lehetséges magyarázat szerint egy 1889 előtti vírus immunizálta az akkori népességet. Ez azonban nem ad magyarázatot arra, hogy a vírus miért tűnt el 30 évre, és hogyan bukkant fel újra.
Gibbs és társai egy 2006-os, a Spektrum der Wissenschaftban megjelent cikke szerint a szokatlan eloszlás egyik oka a vírus által indukált különösen erős citokinaktivitás. Az immunrendszer eltúlzott erősségű válasza rombolta a tüdő szöveteit. Mivel éppen a 20–40 évesek immunrendszere a legerősebb, ez megmagyarázhatja az atipikus csúcsot.

## Hosszú távú hatásai
Az influenzajárvány utóhatásaként sok túlélő egész hátralevő életében neurológiai tünetekkel küszködött. Többek között megnőtt az agyhártyagyulladás egy fajtájának gyakorisága, ami aluszékonysággal, az ingerküszöb megemelkedésével, kontrollálhatatlan alvásrohamokkal, és a Parkinson-kórra emlékeztető tünetekkel jár. A spanyolnáthával való kapcsolatát azonban nem bizonyították be. McCall és társai (2001), illetve Lo és Geddes (2003) a szövetmintákban nem találtak influenzára utaló nyomokat.
Az Ébredések című filmet 1990-ben Oliver Sacks 1973-ban publikált könyve alapján forgatták Robert De Niro és Robin Williams szereplésével. A könyv, és a film is az L-dopa sikeres alkalmazásáról szól az 1970-es évek elején. A kapcsolatot az jelenti, hogy az agyhártyagyulladás következtében egyes betegeknél akinetikus mutizmus alakult ki, amiből csak az L-dopa ébresztette fel őket.

## A vírus örökítőanyagának elemzése
1951-ben Johan Hultin, akkor doktorandusz, később patológus, egy alaszkai tömegsírból vett mintákat elemzett, de nem talált influenzavírust. 1997-ben engedélyt kapott arra, hogy újabb mintákat vegyen a Seward-félszigeten. A négy halott egyikének tüdőszöveteiből sikerült elkülönítenie az influenzavírus genomjának töredékeit. Végül az egész RNS-t is rekonstruálni tudta. Ugyanebben a rockville-i intézetben Jeffery Taubenberger vezetésével 1996–97-ben az amerikai hadsereg által megőrzött maradványokból különítették el a vírus örökítőanyagának töredékeit.

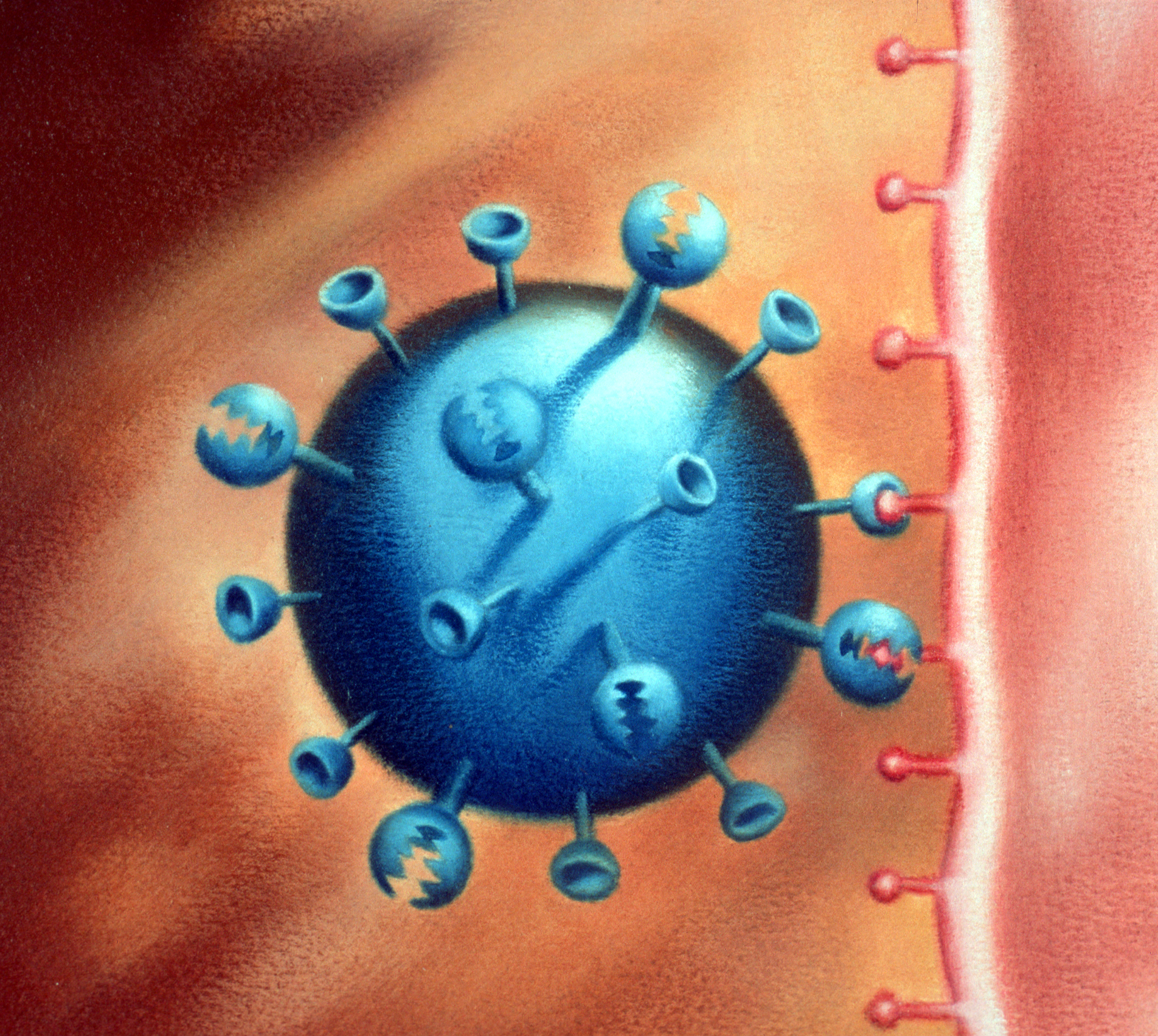
Az influenzavírus a haemagglutinin fehérjén keresztül kapcsolódik a sejtmembránhoz

2003-ban Reid és társai megerősítették, hogy a kórokozó A típusú volt. 2004-ben Gamblin és társai a H1 haemagglutinin elemzésével megmutatták, hogyan kapcsolódott a spanyolnátha az emberi sejtekhez. 2005-ben a Jeffery Taubenberger vezette kutatócsoport bejelentette, hogy rekonstruálták a vírust az Egyesült Államok járványügyi hivatala (CDC – Centers for Disease Control and Prevention) atlantai nagy biztonságú laboratóriumában. Cikkük a Science-ben és a Nature-ben is megjelent a teljes genommal 2005. október 6-án.
A rekonstruált és újjáélesztett vírus az állatkísérletekben különösen agresszív volt. Gyorsabban pusztította az egereket, mint bármilyen más eddig ismert emberi vírus, sőt a csirkeembriókra is veszélyes volt. A spanyolnáthának még csak alkalmazkodnia sem kellett az egérgazdához. Ez azt mutatja, hogy a haemagglutinin és esetleg a neuraminidáz is tartalmazott egérre veszélyes virulenciafaktorokat. Polimerázgénjei az A/H5N1-re emlékeztettek. Ezen kívül kedveli a hörgők felhámját; ez az a hely, ahonnan elindulva egy kórokozó könnyen tüdőgyulladást válthat ki. Ezen kívül képes tripszin nélkül szaporodni a mai influenzáktól eltérően, ami a neuraminidáz egy eddig még ismeretlen működését feltételezi, ami megkönnyíti a haemagglutinin hasadását.
2005-ben az Egyesült Államok járványügyi hivatala (CDC)  elküldte a spanyolnátha vírusát minden BSL-3 nagy biztonságú laboratóriumnak.
2007-ben egy amerikai kutatás során  rábukkantak egy olyan génre, ami megmagyarázhatja a vírus szokatlan virulenciáját, mert míg a hasonló vírusok csak enyhe tüneteket produkáltak a tüdőben, az újjáélesztett 1918-as influenza vírusa rendkívüli sebességgel terjedt a légzőrendszerben. Az állatkísérletek alkalmával néhány nap leforgása alatt végezett a kísérletben részt vevő majmokkal. A majmok szervezetében a kifejlesztett vírus túlpörgette az immunrendszert, melynek hatására az immunfehérjék rendellenesen magas szinteken fejtették ki hatásukat és a szervezet ellen dolgozva, úgynevezett „citokin rohamot” vagy „citokin vihart” idéztek elő.
2008-ban a Proceedings of the National Academy of Sciences című folyóiratban közölt tanulmány szerint, amerikai és japán kutatók megtalálták annak az okát, hogy az 1918-as influenza-pandémia halálozási rátája miért volt olyan magas. Azonosítottak egy három génből álló csoportot, amely lehetővé tette, hogy a vírus behatoljon a tüdőbe és tüdőgyulladást okozzon.

## Néhány ismertebb áldozata
1918.
szeptember
- 7. – Andorffy Mária (1896–1918) költő, regényíró
- 16. – Szentgyörgyi Márta (1888–1918) színésznő
- 29. – Knapp Miksa (1892–1918) válogatott labdarúgó, kapus
- 30. – Szabó Ervin (1877–1918) társadalomtudós, könyvtáros, könyvtárigazgató, jogász, forradalmár

október
- 17. – Anton Dilger (1884–1918) német-amerikai orvos, az első világháború idején a német bioterrorista szabotázsakciók kulcsfigurája
- 17. – Judik Etel (1885–1918) színésznő, Karinthy Frigyes első felesége
- 18. – Fritz Otto Bernert (1893–1918) német katonai pilóta
- 20. – Török Gyula (1888–1918) író, hírlapíró
- 30. – William Walker(wd)[32] (1869–1918) a 20. század első felének legismertebb angol búvára, a winchesteri bencés székesegyház alapzatának megerősítője
- 31. – Egon Schiele (1890–1918) osztrák festő (és felesége)

november
- 1. – Vészi Gyula (1888–1918) orvos, biológus, egyetemi tanár (és felesége)
- 5. – Tisza István (1886–1918) császári és királyi huszárfőhadnagy, a főrendiház örökös tagja, Tisza István miniszterelnök fia
- 9. – Guillaume Apollinaire (1880–1918) francia költő, író, grafikus
- 27. – Bohumil Kubišta (1884–1918) cseh festő, grafikus

december
- 1. – Kaffka Margit (1880–1918) költő, író (és kisfia)
- 2. – Edmond Rostand (1868–1918) francia költő, drámaíró
- 10. – Habsburg–Toscanai Ferenc Károly Szalvátor főherceg (1893–1918) a Habsburg–Lotaringiai-ház toszkánai ágából származó osztrák főherceg, magyar és cseh királyi herceg
- 11. – Ivan Cankar (1876–1918) szlovén író, költő, drámaíró
- 29. – Konstantin Frida (1884–1918) festőművész

- Ismeretlen hónap és nap  Bánszky Sándor (1888–1918) szobrász, éremművész

1919
- március 16. – Jakov Mihajlovics Szverdlov (1885–1919) szovjet bolsevik politikus
- augusztus 27. – Louis Botha (1862–1919) búr katonatiszt, politikus, majd a Dél-afrikai Unió első miniszterelnöke

1920
- január 3. – Zygmunt Janiszewski (1888–1920) lengyel matematikus
- február 4. – Pártos István (1903–1920) hegedűművész
- június 14. – Max Weber (1864–1920) német szociológus, filozófus, közgazdász
- december 6. – Rosalia Lombardo (1918–1920) olasz kislány, aki 1 héttel a 2. születésnapja előtt hunyt el, az egyik leghíresebb modernkori múmia.

1921
- augusztus 28. – Benkő Etelka (1872–1921) opera-énekesnő

1922
- április 1. – IV. Károly magyar király (1887–1922)

## A művészetekben
E betegség nevét vette fel egy magyar művészeti társaság, a Spanyolnátha. A csoport egyebek közt átalakított egy forgalomból kivont, Trabant típusú gépjárművet, amiről azóta azt állítják, hogy ez a világ első olyan köztéri szobra, amely a spanyolnáthajárvány áldozatainak állít emléket.